# Adélieland

TAAF:s flagga

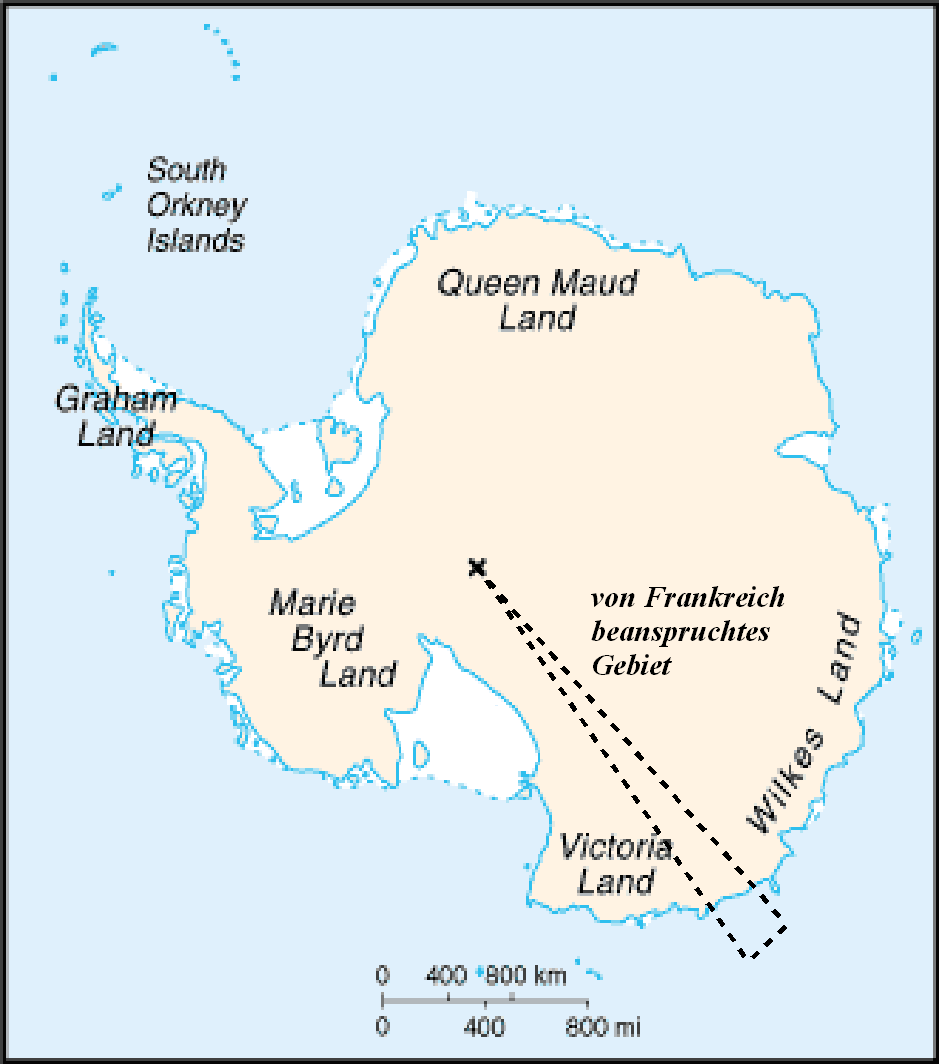
Karta över Adélieland

Adélieland (franska: Terre Adélie) är den landsektor av Antarktis som Frankrike ensidigt gör anspråk på sedan 1924. Adélieland förvaltas direkt från Frankrike genom T.A.A.F. som en av fem delar av det franska utomeuropeiska territoriet Franska sydterritorierna. Anspråket är inte allmänt erkänt.

## Geografi
Adélieland gränsar till australiensiska Wilkes Land i väster och George V Land i öster.
Adélieland har en area om cirka 432 000 km² (en yta ungefär motsvarande Sverige) och ligger mellan breddgraderna 66°- 67° S och 136° - 142° Ö och är till största delen istäckt året runt. Området saknar bofast befolkning förutom forskare på Dumont-d'Urville-stationen.

## Historia
Området upptäcktes 21 januari 1839 av fransmannen Jules Dumont d'Urville   som namngav området efter sin hustru. 1912 upptäcktes Adélieland-meteoriten under en expedition av Frank Bickerton som det första meteoritfyndet i Antarktis.

## Cap Prud'Homme Camp
Cap Prud'Homme är en italiensk-fransk bas som öppnade 1994. Den finns vid Atarktisplatåns kust, i Adéliland, ungefär 5 kilometer från Île des Pétrels, där den franska forskningstationen Dumont d'Urville finns. Alla förnödenheter till den italiensk-franska forskningsstationen Concordia transporteras av en konvoj sammansatt av 7 bandtraktorer från Cap Prud'Homme. Ett team på upp till 9 personer medföljer transporten, som i medeltal medför en last på 150 ton.

## Adélieland i populärkultuen
Vid forskningsstationen Dumont d'Urville filmades dokumentärfilmen Pingvinmarschen (2005).

## Fauna
Några representanter för fågellivet på och vid Adélieland:

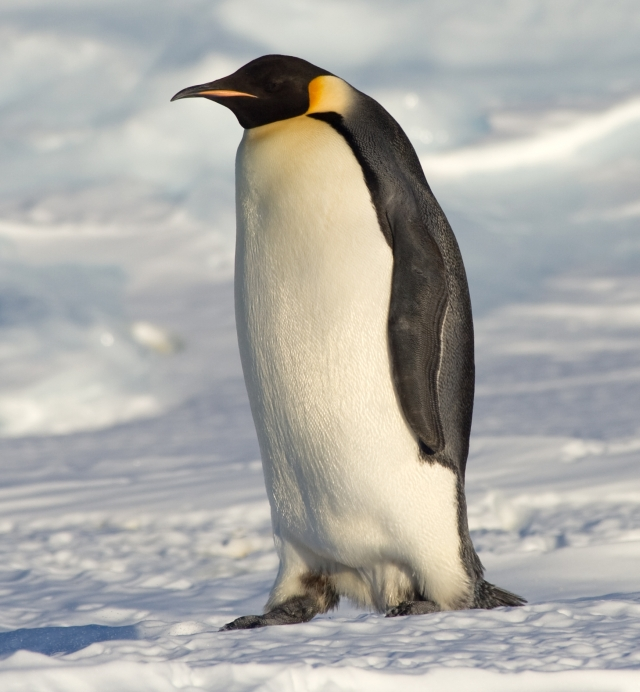
Kejsarpingvin
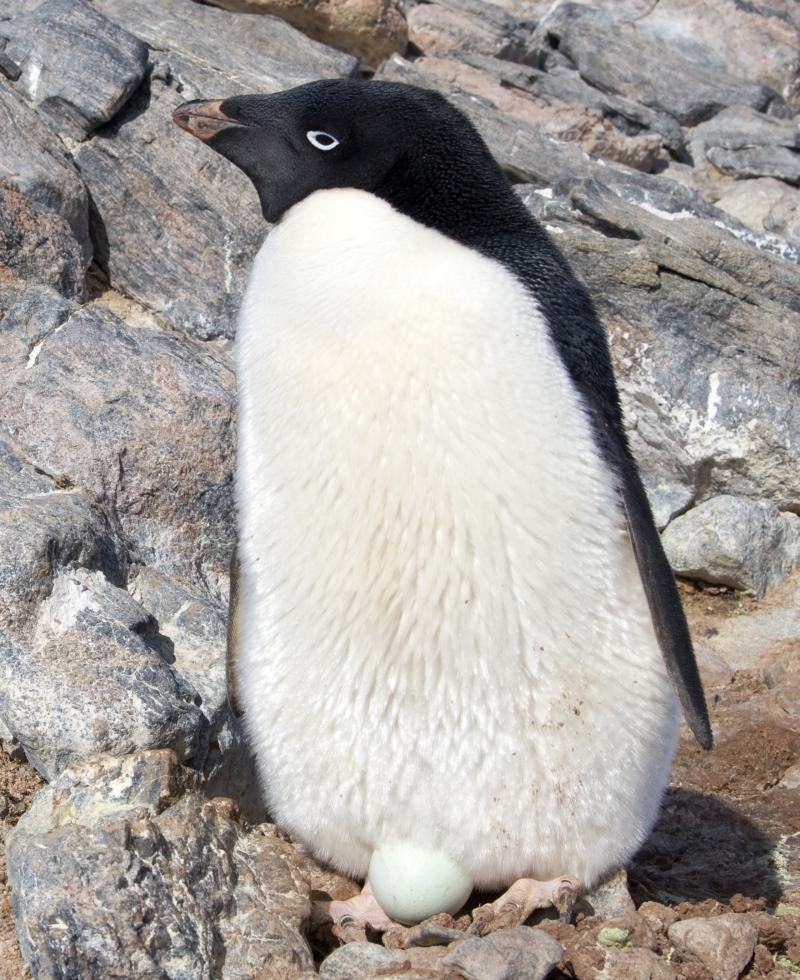
Adéliepingvin
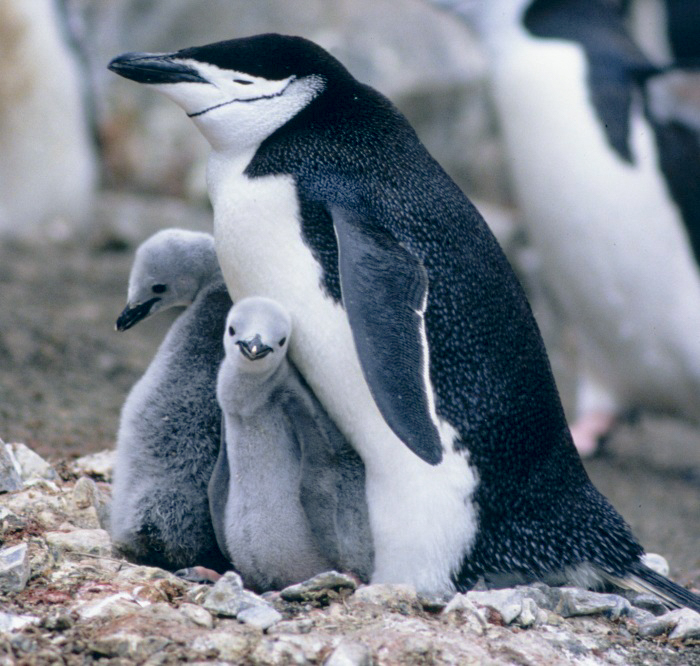
Hakremspingvin
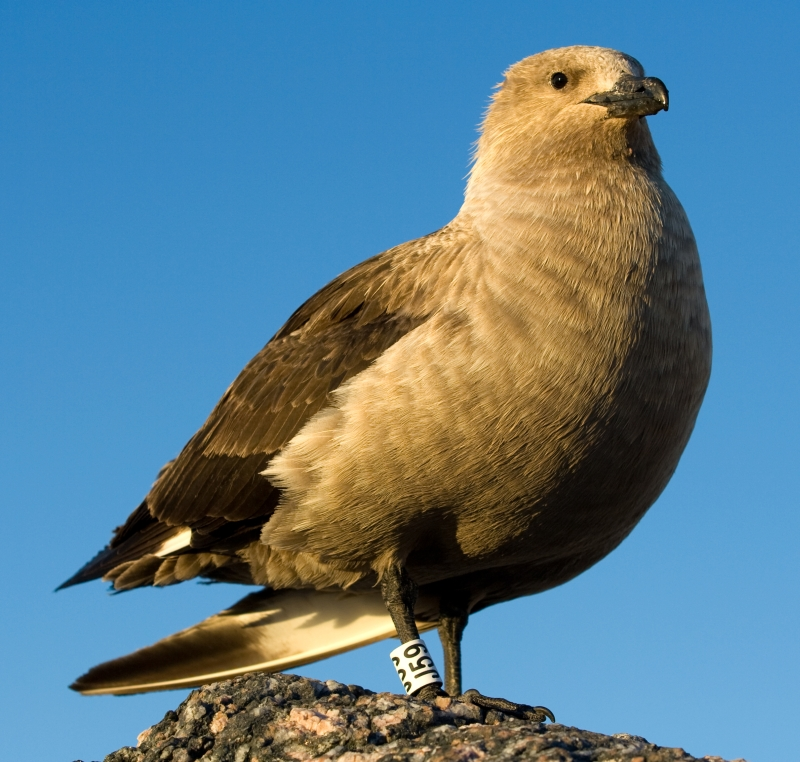
Sydpolslabb
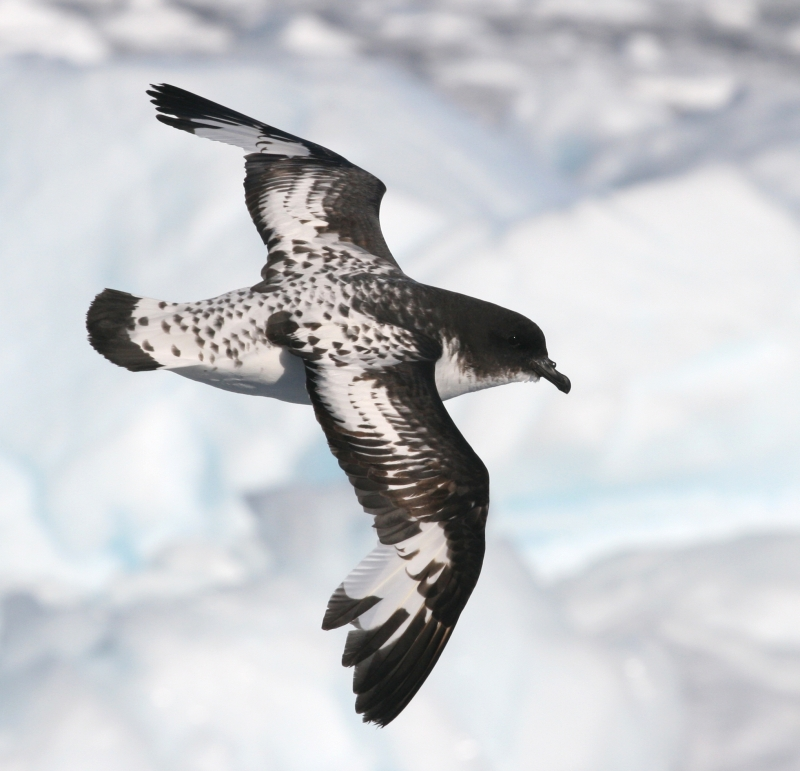
Brokpetrell
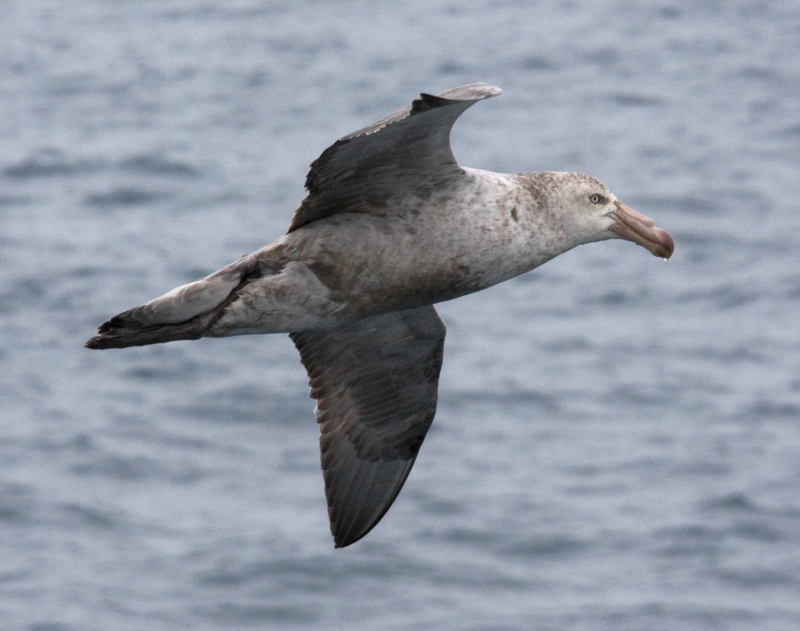
Sydlig jättestormfågel
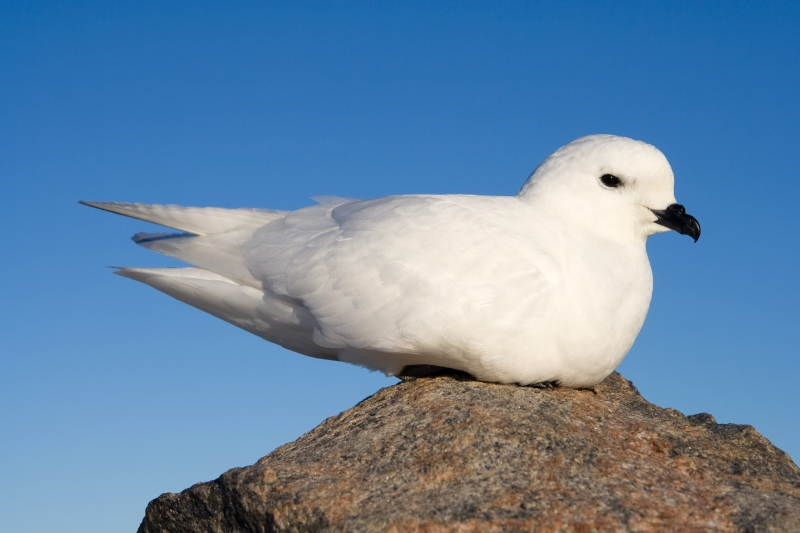
Ispetrell
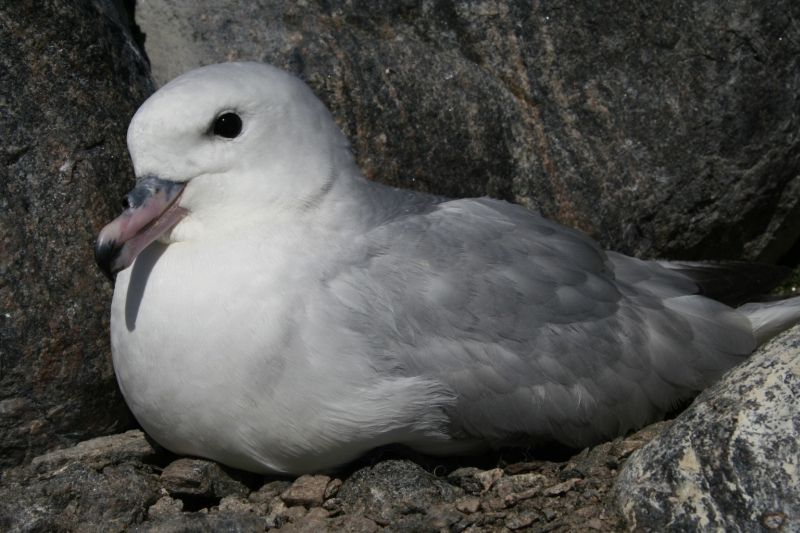
Sydstormfågel

och även några havslevande däggdjur :

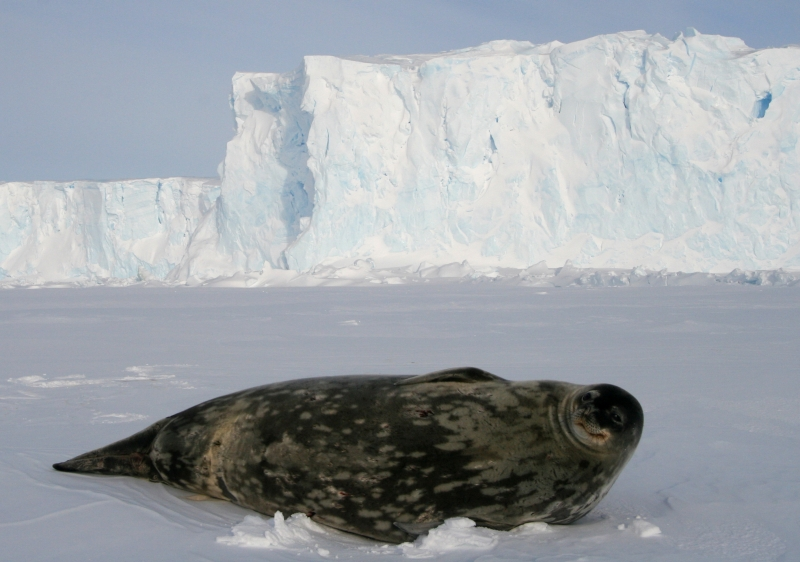
Weddellsäl
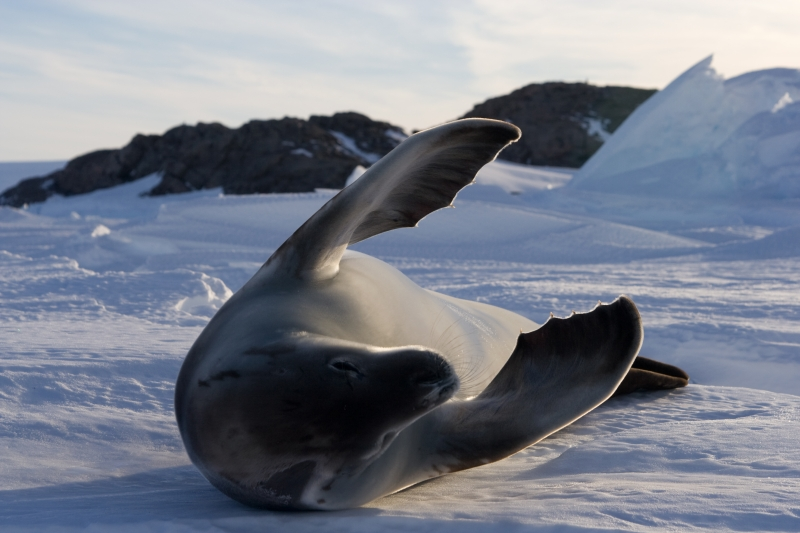
Krabbätarsäl
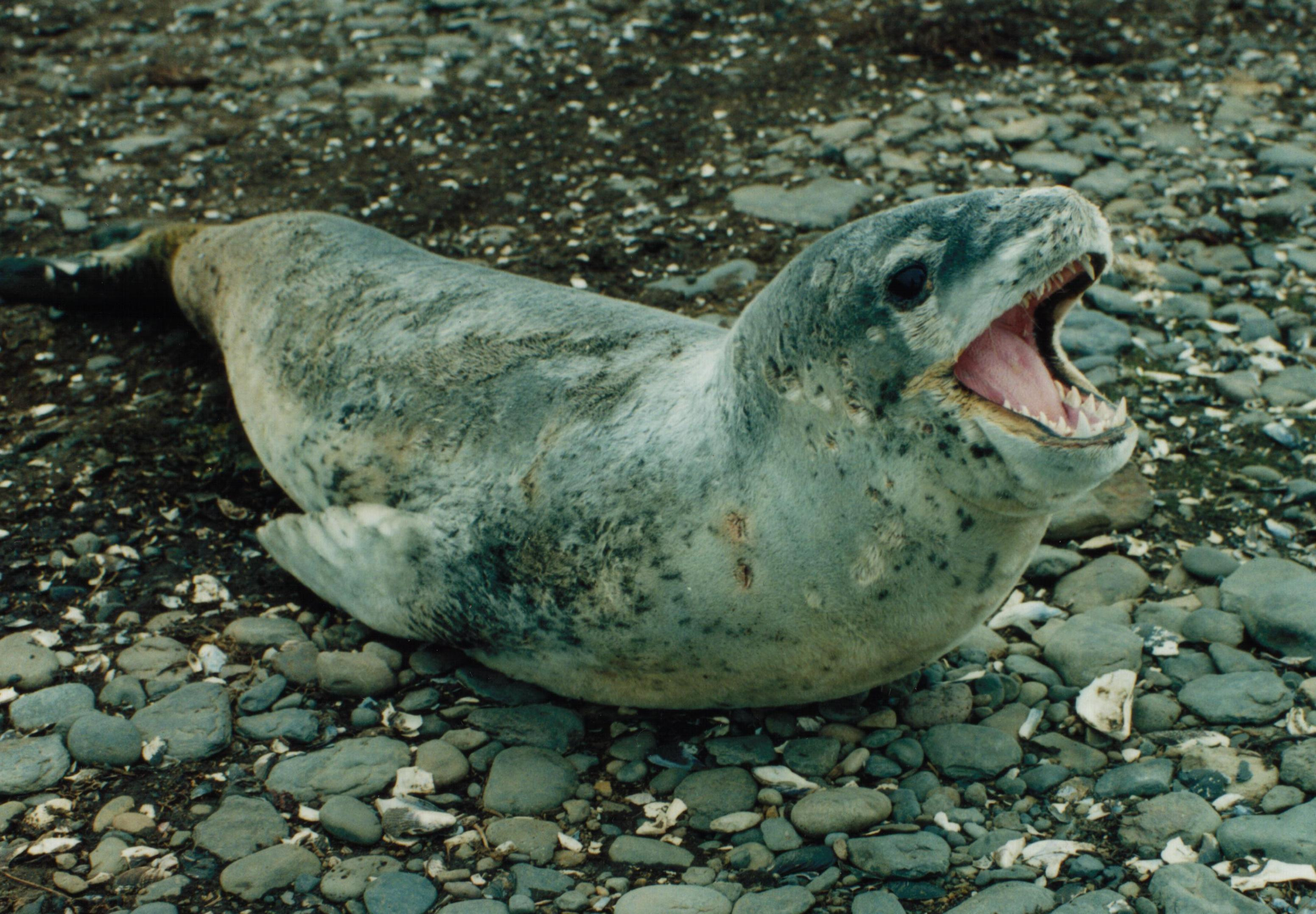
Sjöleopard
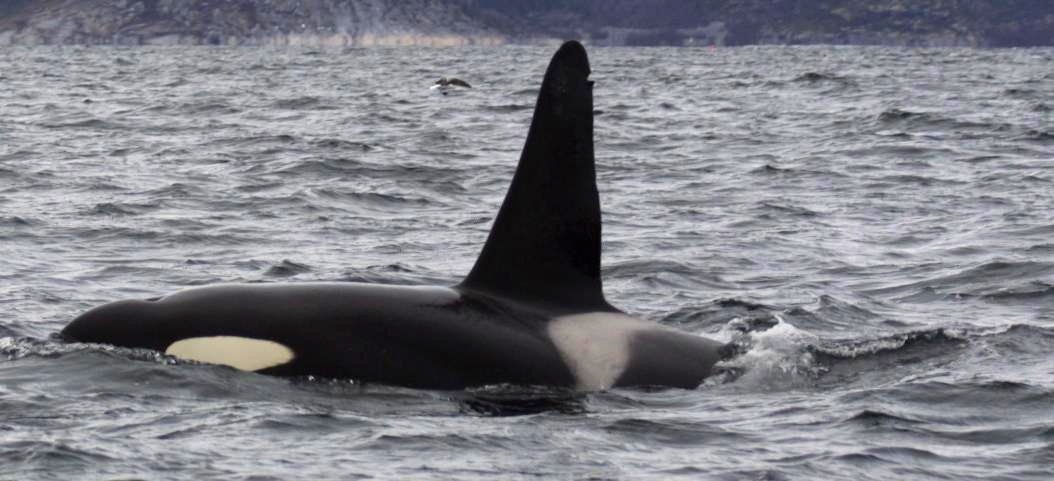
Späckhuggare